# Браун, Майкл (астроном)
Майкл Браун (англ. Michael E. Brown; 5 июня 1965) — профессор планетной астрономии в Калифорнийском технологическом институте (Калтехе) с 2003 года. Ранее в Калифорнийском технологическом институте был адъюнкт-профессором (англ. associate professor) в 2002—2003 годах и доцентом (англ. assistant professor) в 1997—2002 годах.
В 2012 году за открытие и описание объектов пояса Койпера был награждён престижной премией Кавли.
Майкла Брауна называют «человеком, убившим Плутон», так как именно по его инициативе Плутон был лишён статуса планеты. В 2010 году Браун написал книгу «Как я убил Плутон и почему это было неизбежно».
В 2016 году Майкл Браун, Константин Батыгин и их коллеги из Калифорнийского технологического института предположили существование девятой полноценной планеты в Солнечной системе. Браун оценил вероятность её реального существования в 90 %.

## Награды и премии
Журнал Time назвал Брауна одним из самых влиятельных людей 2006 года. В 2007 году он получил ежегодный приз Фейнмана от Калифорнийского технологического института. Астероид 11714 Mikebrown, обнаруженный 28 апреля 1998 года, был назван в его честь.